# Минаро
Минаро или брокпа — этническая группа, близкая или входящая в состав народа шина (ветвь дардов), проживающая в Ладакхе (в долине Дах Хану) в 163 км на юго-запад от Леха, в районе Занскар и в Балтистане. Религия — своеобразный анимизм (ближе к бону) с влиянием буддизма.
Вероятно, они являются потомками первой волны индоевропейцев, пришедших на земли севернее Индии.
Дха и Хану — две деревни в долине Дах Хану. В небольших количествах их можно встретить и в других местах. Некоторое живут на плато Деосай на границе с пакистанским Балтистаном. Как и гилгитцы, они говорят на архаичной форме шина и не понимают других шина. Они считают что пришли в Ладакх из Чиласа много лет назад. Они европеоиды в отличие от тибетцев-ладакхцев. На ладакхи минаро называются брокпа.
Пища: пшеница, ячмень (цампа/сатту), картофель, редис, репа, гур-гур-ча (чай с маслом и солью). Молоко и птица не употребляется по религиозным причинам. Едят три раза в день: чин-нана (завтрак); бех (обед) и ганзанг (ужин). Брокпа любят баранину. По количеству потребляемой баранины судят о благосостоянии человека. На праздниках баранину едят всей общиной.